# Yamaguchi-gumi
Yamaguchi-gumi (jap. 山口组) – najpotężniejszy gang japoński w ramach yakuzy. 

Daimon Yamaguchi-gumi

Jest także jedną z największych organizacji przestępczych na świecie. Niektóre szacunki mówią o około 39 tys. aktywnych członków. Obejmuje około 45% z 87 tys. członków yakuzy. Zarabia miliardy dolarów rocznie na wymuszeniach, lichwiarskich pożyczkach, hazardzie, handlu bronią i narkotykami, prostytucji, pornografii internetowej i machinacjach finansowych na giełdzie. Szefowie gangu rezydują w Kobe, ale organizacja działa na terenie całej Japonii. Chociaż policja stara się walczyć z tą organizacją, od ponad dziesięciu lat liczba jej oddziałów nadal rośnie. Obecny przywódca Shinobu Tsukasa rozszerzył zasięg organizacji do Tokio, które nie jest tradycyjnie terytorium Yamaguchi-gumi.

## Historia
Organizacja została założona w 1915 roku przez robotnika portowego o nazwisku Harukichi Yamaguchi. W początkowym okresie grupa składała się z 50 członków. Jej celem było pośrednictwo pracy, praca w porcie oraz angażowanie się w branżę rozrywkową. W 1925 roku Harukichi przeszedł na emeryturę i zarządzanie Yamaguchi-gumi przekazał swojemu synowi, Noboru. Drugi boss sprawował rządy do swojej śmierci w 1942 roku. Przez 4 lata w szeregach organizacji brakowało przywódcy, jednak funkcjonowała ona nadal. 
Trzecim szefem został wybrany w 1946 roku Kazuo Taoka, zwany "Niedźwiedziem". Za jego rządów Yamaguchi-gumi prowadził szczególnie agresywną ekspansję, wchłaniając część mniejszych organizacji przestępczych. Gang podejmował również starania, aby pewien procent przychodów pochodził z legalnych źródeł. Tym sposobem zrodziły się przedsiębiorstwa budowlane oraz zajmujące się przemysłem filmowym i muzycznym, kontrolowane przez gang. Jedno z nich, Kōbe Geinōsha (Agencja Promocji Sztuk Widowiskowych w Kobe) należało do najbardziej wpływowych ówcześnie agencji artystycznych w Japonii. Zamknięte zostało w 1964 roku, po siedmiu latach działalności, gdy coraz bardziej na sile przybierała ogólnokrajowa ofensywa przeciwko przestępczości zorganizowanej.
Czwartym bossem Yamaguchi-gumi został w 1984 roku Masahisa Takenaka, jednak został szybko zastąpiony przez Yoshinoriego Watanabe w 1989 roku. Ten ostatni został pozbawiony stanowiska w 2005 roku w wyniku bezkrwawego przewrotu w łonie organizacji, w wyniku którego przywódcą został Shinobu Tsukasa (Ken'ichi Shinoda). Sprawuje on władzę do tej pory. Jego przedsięwzięcia od początku cechowały się szczególną brutalnością, prowokując wzmożone akcje policji, próbującej rozbijać organizacje przestępcze.